# Дженні Армстронґ
Дженні Армстронґ (англ. Jenny Armstrong, 3 березня 1970) — австралійська яхтсменка.
Олімпійська чемпіонка 2000 року в класі 470, учасниця 1992 року.